# Dolní Vilémovice
Dolní Vilémovice (do roku 1909 Dolní Vilimovice, poté se ustálil název Dolní Vilímovice, německy Unter Willimowitz) jsou obcí ležící jihovýchodně od města Třebíče. Nadmořská výška obce je 495 metrů nad mořem. Obec patří do správního obvodu obce s rozšířenou působností Třebíč. Žije zde 424 obyvatel. První zmínka o obci pochází z roku 1294. Obec se nachází v Moravskobudějovické kotlině.
Sousedními obcemi sídla jsou Valeč, Vladislav, Zárubice, Slavičky, Odunec, Lipník, Klučov a Třebenice.

## Geografie
Dolními Vilémovicemi prochází ze severu na jih silnice II/401 z Vladislavi a Číměře do Lipníka, západně ze zastavěného území obce vede silnice do Klučova a východně užitková silnice do Valče, západně ze silnice II/401 na jižním okraji území obce vede užitková silnice ke Dvoru Lhota. Na severním okraji území obce se silnice II/401 křižuje se silnicí II/351, která vede po hranici území obce. Přes území obce ze západu na východ vede zelená turistická stezka. 
Většina území obce je zemědělsky využívána, východní část je mírně kopcovitá a část okolo tratě Přední rakovina a Borový je zalesněna. Na severním okraji území obce je malý průmyslový areál.
Na západním okraji území obce pramení nepojmenovaný potok, na jehož toku se nachází rybníky Demač, Panenka a Tatarák, pod rybníkem Tatarák se na potoce těsně před jeho zaústěním do Rouchovanky (Mocly) nachází vodopád pod Tatarákem. Rouchovanka pak tvoří velkou část jižní hranice území obce, na jihovýchodním okraji obce se do Rouchovanky vlévá nepojmenovaný potok, který pramení východně od zastavěného území obce a protéká kolem cihelny. V zastavěném území obce se nachází dva rybníky, na východním okraji Návesní rybník a na severním okraji u silnice II/401 Nadvesní rybník. 
Území obce se svažuje postupně ze západu na východ, rozléhá se ve výškách od 450 do 500 metrů nad mořem. Severně od zastavěného území obce se nachází vrchol Přední Úvary (524 m) a těsně za severní hranicí území obce se nachází Valečský kopec (530 m).
Zastavěné území obce se nachází téměř uprostřed území obce, v Dolních Vilémovicích se nachází rodný dům Jana Kubiše.

## Historie
Oblast, kde byly vybudovány Dolní Vilémovice byla osídlena již v mladší době kamenné, pojmenována byla pravděpodobně podle zakladatele obce – měl to být Vilém (nebo Vilím). Není však známo, odkud měl Vilém pocházet. První písemná zmínka o obci pochází z roku 1294, kdy Oldřich z Hradce odkázal po své smrti bez potomků vesnici Václavu II., v 1. polovině 14. století vlastnil Vilémovice Konrád Payer, který roku 1353 je odevzdal svému bratru Bohuši ze Starce.
Po jeho smrti, tedy od roku 1376, patřilo panství jeho synům. V roce 1390 byly Vilémovice prodány Martinovi z Jemnice a Radoštic, poté se majitelé střídali až do roku 1437, kdy byly prodány Vojtěchovi z Moštěnice. V roce 1481 patřily Vilémovice Janu Bočkovi, v roce 1522 je získali Pernštejnové. V roce 1531 pak Jan z Pernštejna prodal Vilémovice Smilovi z Doubravice, následně pak vesnice často měnila majitele a v roce 1678 byla prodána Janou Alžbětou z Šarfenberku Františkovi Augustinovi z Valdštejna. Rod Valdštejnů držel obec 267 let. Valdštejnové jako majitelé třebíčského zámku z výnosů vilémovského statku přispívali na financování třebíčského kláštera.
V roce 1790 zde byla zřízena škola, v roce 1792 postavena školní budova, další školní budova byla postavena až roku 1872. Roku 1894 byla v obci postavena kaplička svatého Floriana. V letech 1905–1908 byla vybudována silnice do Vladislavi. Dne 24. června 1913 se v obci narodil hrdina protinacistického odboje Jan Kubiš. V roce 1914 začala první světová válka, kdy postupně obcí během války prošla i epidemie španělské chřipky, z bojišť první světové války se nevrátilo 14 mužských obyvatel vesnice.
Po roce 1918 se změnilo správní uspořádání, ale i přesto statek zůstal ve vlastnictví rodu Valdštejnů. V roce 1919 se konaly první svobodné volby, kdy v obci zvítězili lidová strana. Od roku 1922 proběhlo scelení pozemků pod vedením agrární strany, to bylo dokončeno až v roce 1933. V roce 1925 obec však přikoupila 27 hektarů z pozemků valdštejnského statku, které rozdělila mezi občany. V roce 1928 pak obec přikoupila dalších 22 hektarů z majetku Valdštejnů. V roce 1927 byla postavena silnice do Klučova a hned roku 1928 byla do obec zavedena linka autobusu na trase z Hrotovic do Třebíče. Roku 1930 byla vesnice elektrifikována. V roce 1938 proběhla všeobecná mobilizace, kdy bylo povoláno celkem 52 mužů. Během druhé světové války byla ukončena činnost spolků v obci a byl zrušen Masarykův sad na návsi. V roce 1942 byl však i přes válečnou dobu do obce přiveden telefon.
Dne 27. května 1942 proběhl v Praze atentát na Reinharda Heydricha, atentátníkem byl Jan Kubiš, který se v obci Dolní Vilémovice narodil. Po smrti Jana Kubiše a jeho spolubojovníků byla obec pod dohledem gestapa, kteří nakonec odvezli 37 příbuzných Jana Kubiše do tábora v Terezíně, většina byla později propuštěna, ale nejbližší příbuzní Jana Kubiše byli odvezeni do koncentračního tábora v Mauthausenu a tam byli v říjnu roku 1942 popraveni. V létě téhož roku byla obec vyměřována a fotografována německými úředníky a v důsledku toho se začaly šířit informace, že by měla být vesnice vypálena stejně jako Lidice. To se však nakonec nestalo, ale důvod vyměřování a přítomnosti úředníků je nejasný.
V roce 1943 byl zatčen Karel Denemarek, který spolupracoval s velitelem skupiny Bivouac Františkem Pospíšilem, byl za svou pomoc Pospíšilovi uvězněn ve věznici na Pankráci v Praze a spolu s Františkem Hejkalem z Rešic byl na Pankráci dne 19. dubna 1944 popraven. Jeho rodiče pak byli odvlečeni do koncentračního tábora a tam byli také popraveni. V březnu roku 1943 bylo provedeno nasazení na nucené práce, 16 občanů obce bylo odvlečeno do německých továren, následně pak byli odvoláni další občané na konci téhož roku a posléze i v prosinci následujícího roku. V březnu roku 1945 byli v obci ubytováni němečtí uprchlíci a v květnu téhož roku se kolem obce objevili první partyzáni. Dne 7. května se k obci přiblížila bojová fronta a proběhlo bombardování nedalekých Dalešic a Valče a následující den do vesnice přijely tanky Rudé armády.
V obci byl ustanoven národní výbor a byl rozpuštěn majetek Valdštejnů. V květnu roku 1946 proběhly volby, které v obci vyhrála Lidová strana. Dne 29. února 1948 však byl v obci ustanoven akční výbor a byl sestaven nový národní výbor. Do té doby byla započata pouze výstavba nové silnice a po dosazení nového výboru musela být přerušeny přípravné práce na pomníku Jana Kubiše. V roce 1950 pak byl v obci postaven nový kulturní dům s kinem, které bylo provozováno od roku 1951. V roce 1952 bylo v obci založeno JZD a mezi lety 1958 a 1959 pak byla postavena nová budova MNV. Kolem roku 1965 byla odhalena pamětní deska obětem fašismu.
Mezi lety 1972 a 1975 byla v obci zavedena kanalizace a také byla opravena školní budova a také vybudována požární nádrž. Roku 1980 pak byla zbořena budova cihelny. V témže roce byla otevřena nová budova mateřské školy. V roce 1980 také byly k obci Dolní Vilémovice správně připojeny Slavičky, Okrašovice a Pozďátky a v roce 1984 byla zahájena stavba obecní budovy, ta pak byla dokončena přes problémy v roce 1989 až v roce 1992.
Po roce 1989 se opět osamostatnily Slavičky, Okrašovice i Pozďátky a ve volbách bylo zvoleno nové zastupitelstvo. V roce 1991 byl postaven vodovodní přivaděč z Lipníka resp. Vranovské přehrady a mezi lety 1992 a 1995 byl dokončen rozvod vodovodního potrubí po obci. V roce 1998 pak byl po domech v obci rozveden telefon a v roce 1999 byla obec plynofikována.
Obec Dolní Vilémovice v roce 2011 obdržela ocenění v soutěži Vesnice Vysočiny, konkrétně získala ocenění hnědý diplom, tj. diplom za vzorné vedení kroniky.
Do roku 1849 patřily Dolní Vilémovice do dolnovilémického panství, od roku 1850 patřily do okresu Jihlava, pak od roku 1855 do okresu Třebíč.

### Vývoj názvů obce
- Unter Willimowitz (1751)
- Dolnij Wilimowice (1846)
- Dolní Vilémovice (1872)
- Dolní Vilímovice (1881)
- Dolní Vilémovice (1924)[9]

| Rok            | 1869 | 1880 | 1890 | 1900 | 1910 | 1921 | 1930 | 1950 | 1961 | 1970 | 1980 | 1991 | 2001 | 2011 | 2021 |
| -------------- | ---- | ---- | ---- | ---- | ---- | ---- | ---- | ---- | ---- | ---- | ---- | ---- | ---- | ---- | ---- |
| Počet obyvatel | 429  | 501  | 539  | 629  | 626  | 637  | 610  | 474  | 498  | 504  | 464  | 429  | 410  | 410  | 399  |
| Počet domů     | 58   | 73   | 83   | 95   | 100  | 106  | 109  | 120  | 116  | 113  | 115  | 130  | 138  | 140  | 156  |

## Politika
V roce 2017 z osobních důvodů odstoupila starostka obce Jitka Boučková, rezignovala i na členství v zastupitelstvu. Novým starostou se stal Miroslav Sedlák ze sdružení Všichni pro Vilémovice, stejně jako původní starostka. Starostka se zasloužila o rekonstrukci rodného domu Jana Kubiše, to přineslo obci i starostce uznání nejen zvenčí.

### Volby do Poslanecké sněmovny
|       | 2006                | 2010                | 2013                | 2017                | 2021                |
| ----- | ------------------- | ------------------- | ------------------- | ------------------- | ------------------- |
| 1.    | ČSSD (34,61 %)      | ČSSD (26,14 %)      | ČSSD (26,15 %)      | ANO (27,75 %)       | ANO (27,15 %)       |
| 2.    | KSČM (21,15 %)      | KDU-ČSL (18,34 %)   | KSČM (24,1 %)       | KSČM (17,7 %)       | SPOLU (24,56 %)     |
| 3.    | KDU-ČSL (21,15 %)   | KSČM (17,88 %)      | KDU-ČSL (15,89 %)   | KDU-ČSL (13,39 %)   | SPD (14,22 %)       |
| účast | 64,40 % (208 z 323) | 67,80 % (219 z 323) | 62,62 % (196 z 313) | 64,71 % (209 z 323) | 68,84 % (232 z 337) |

### Volby do krajského zastupitelstva
|      | 1.                 | 2.                          | 3.                | účast               |
| ---- | ------------------ | --------------------------- | ----------------- | ------------------- |
| 2000 | 4KOALICE (34,34 %) | KSČM (16,16 %)              | SNK (14,14 %)     | 33,22 % (107 z 322) |
| 2004 | KDU-ČSL (42,46 %)  | KSČM (24,65 %)              | ČSSD (10,95 %)    | 23,24 % (73 z 314)  |
| 2008 | ČSSD (33,33 %)     | KDU-ČSL (18,95 %)           | KSČM (16,99 %)    | 47,68 % (154 z 323) |
| 2012 | STO (22,9 %)       | KSČM (22,13 %)              | ČSSD (20,61 %)    | 45,34 % (140 z 311) |
| 2016 | STO (22,3 %)       | KDU-ČSL (18,46 %)           | KSČM (17,69 %)    | 42,04 % (132 z 314) |
| 2020 | ANO (21,36 %)      | ČSSD (15,38 %)              | Piráti (13,67 %)  | 34,11 % (117 z 343) |
| 2024 | ANO (35,77 %)      | SPD+Trikolora+PRO (13,82 %) | KDU-ČSL (12,19 %) | 37,5 % (126 z 336)  |

### Prezidentské volby
V prvním kole prezidentských voleb v roce 2013 první místo obsadil Miloš Zeman (86 hlasů), druhé místo obsadil Karel Schwarzenberg (33 hlasů) a třetí místo obsadil Jiří Dienstbier (27 hlasů). Volební účast byla 70,61 %, tj. 221 ze 313 oprávněných voličů. V druhém kole prezidentských voleb v roce 2013 první místo obsadil Miloš Zeman (156 hlasů) a druhé místo obsadil Karel Schwarzenberg (50 hlasů). Volební účast byla 66,35 %, tj. 207 ze 312 oprávněných voličů.
V prvním kole prezidentských voleb v roce 2018 první místo obsadil Miloš Zeman (113 hlasů), druhé místo obsadil Jiří Drahoš (39 hlasů) a třetí místo obsadil Pavel Fischer (27 hlasů). Volební účast byla 68,35 %, tj. 216 ze 316 oprávněných voličů. V druhém kole prezidentských voleb v roce 2018 první místo obsadil Miloš Zeman (147 hlasů) a druhé místo obsadil Jiří Drahoš (78 hlasů). Volební účast byla 71,20 %, tj. 225 ze 316 oprávněných voličů.
V prvním kole prezidentských voleb v roce 2023 první místo obsadil Andrej Babiš (108 hlasů), druhé místo obsadil Petr Pavel (65 hlasů) a třetí místo obsadila Danuše Nerudová (21 hlasů). Volební účast byla 71,76 %, tj. 249 ze 347 oprávněných voličů. V druhém kole prezidentských voleb v roce 2023 první místo obsadil Andrej Babiš (147 hlasů) a druhé místo obsadil Petr Pavel (98 hlasů). Volební účast byla 70,81 %, tj. 245 ze 346 oprávněných voličů.

## Zajímavosti a pamětihodnosti
- kaple sv. Floriana z roku 1894
- hasičský sbor z roku 1907
- pamětní síň Jana Kubiše

## Osobnosti
- Alois Denemarek (1917–2013)
- Josef Knap (1882–?) – legionář
- Theodor Toman (1891–?) – rada státních drah
- Vladimír Toman (1887–1968) – pedagog a redaktor
- Jan Kubiš (1913–1942) – československý voják a parašutista
- Rudolf Kubiš (1912–1942) – bratr Jana Kubiše

## Galerie

Dolní Vilémovice
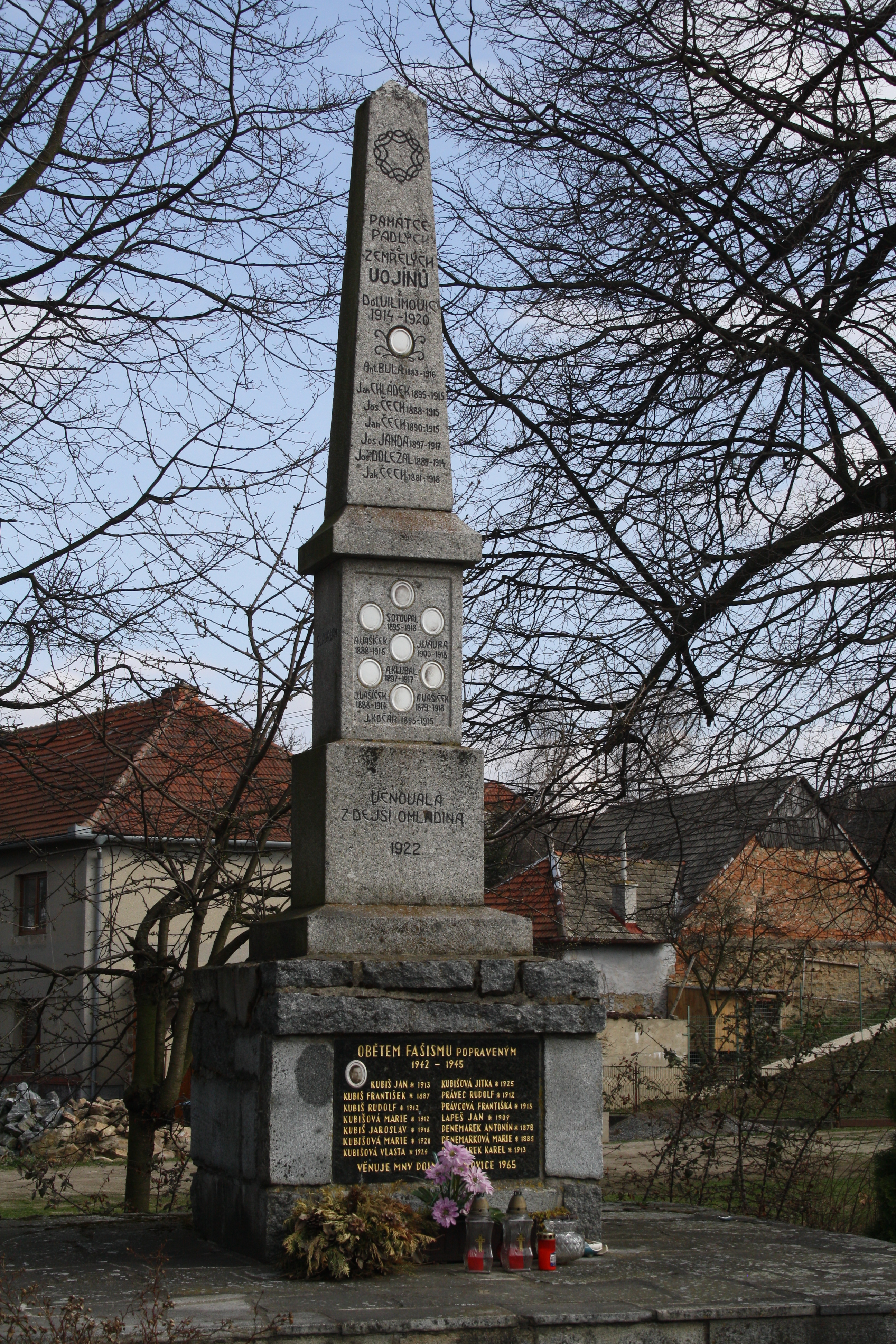
Památník 1. a 2. sv. války
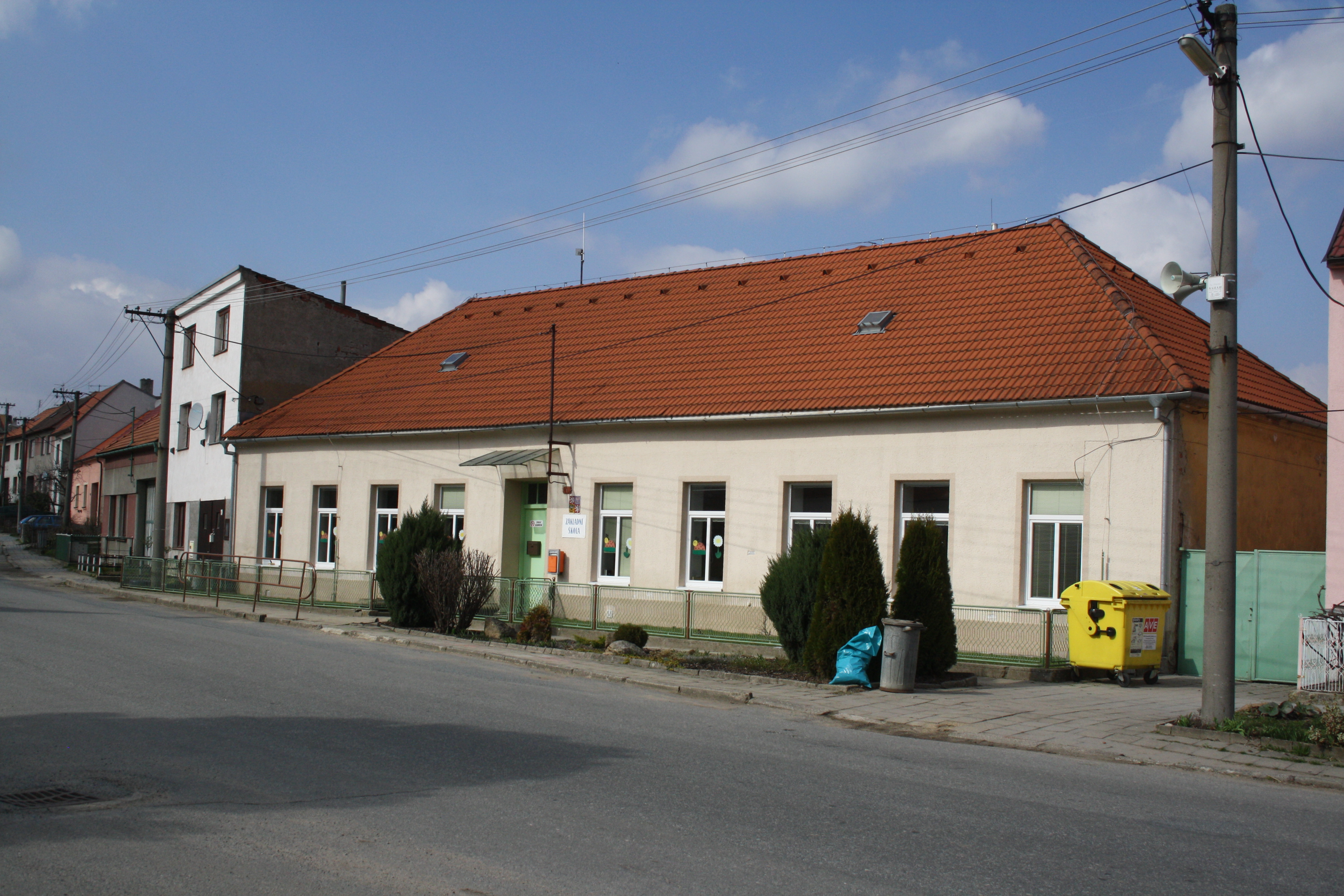
Škola
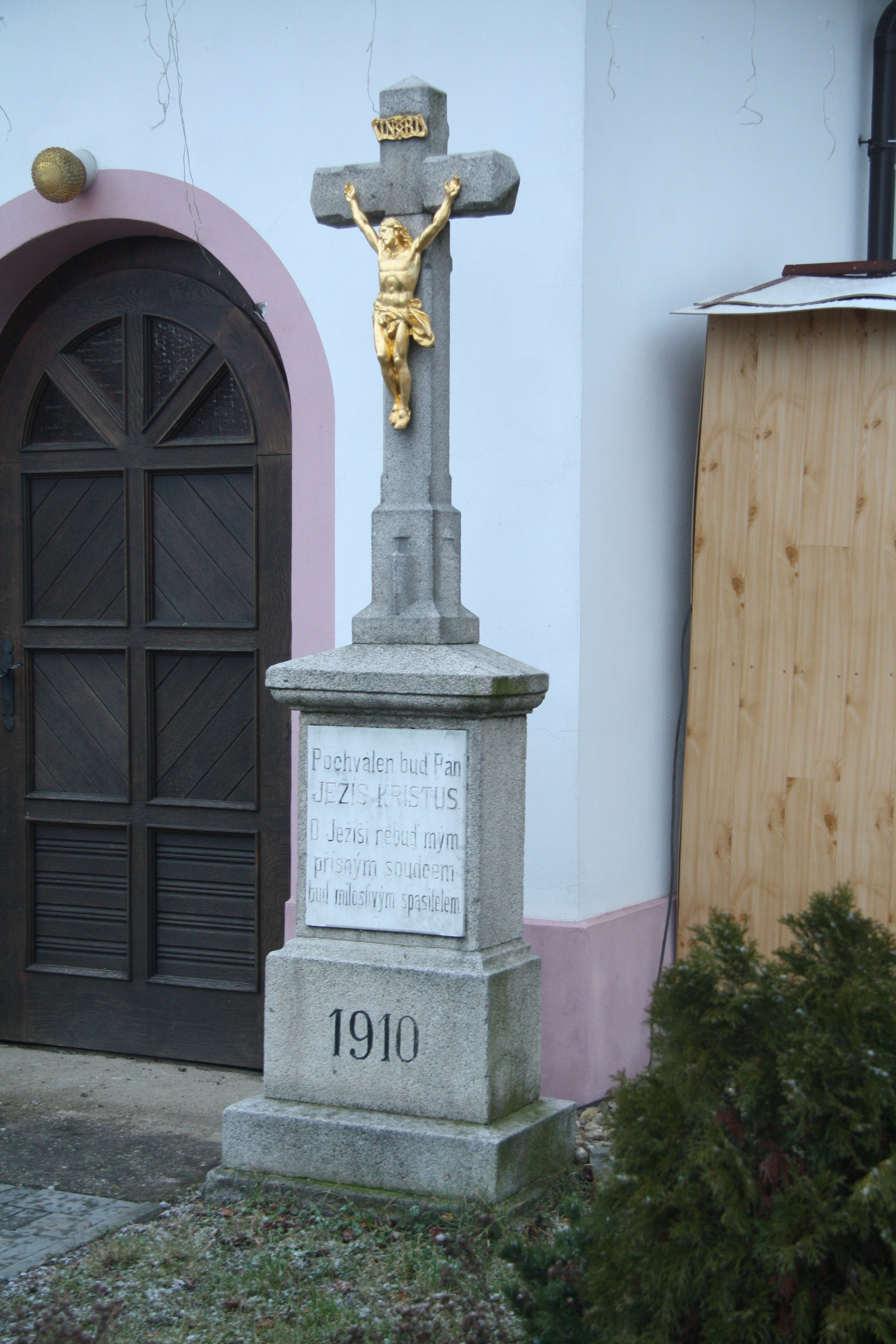
Kříž u kaple
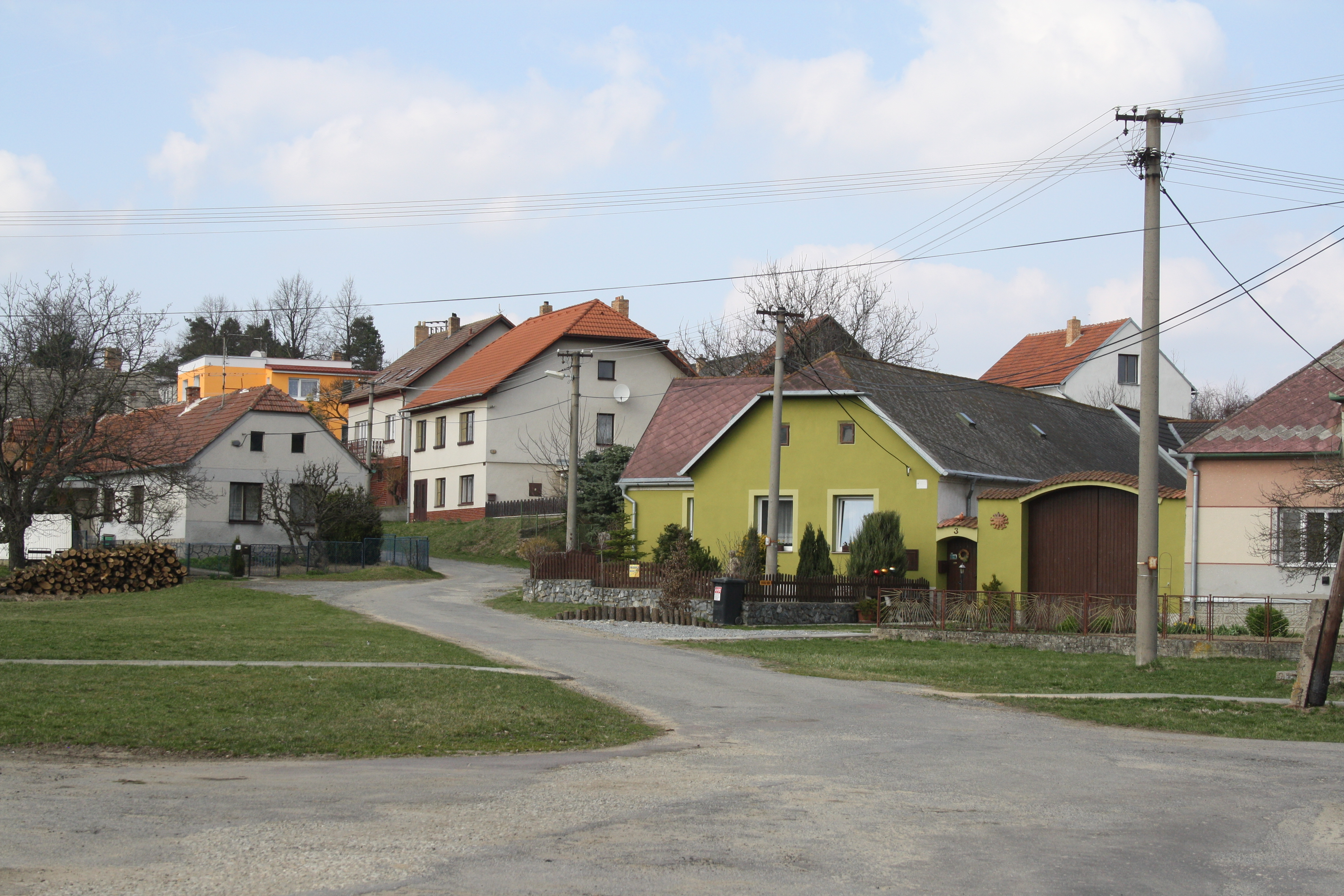
Centrum
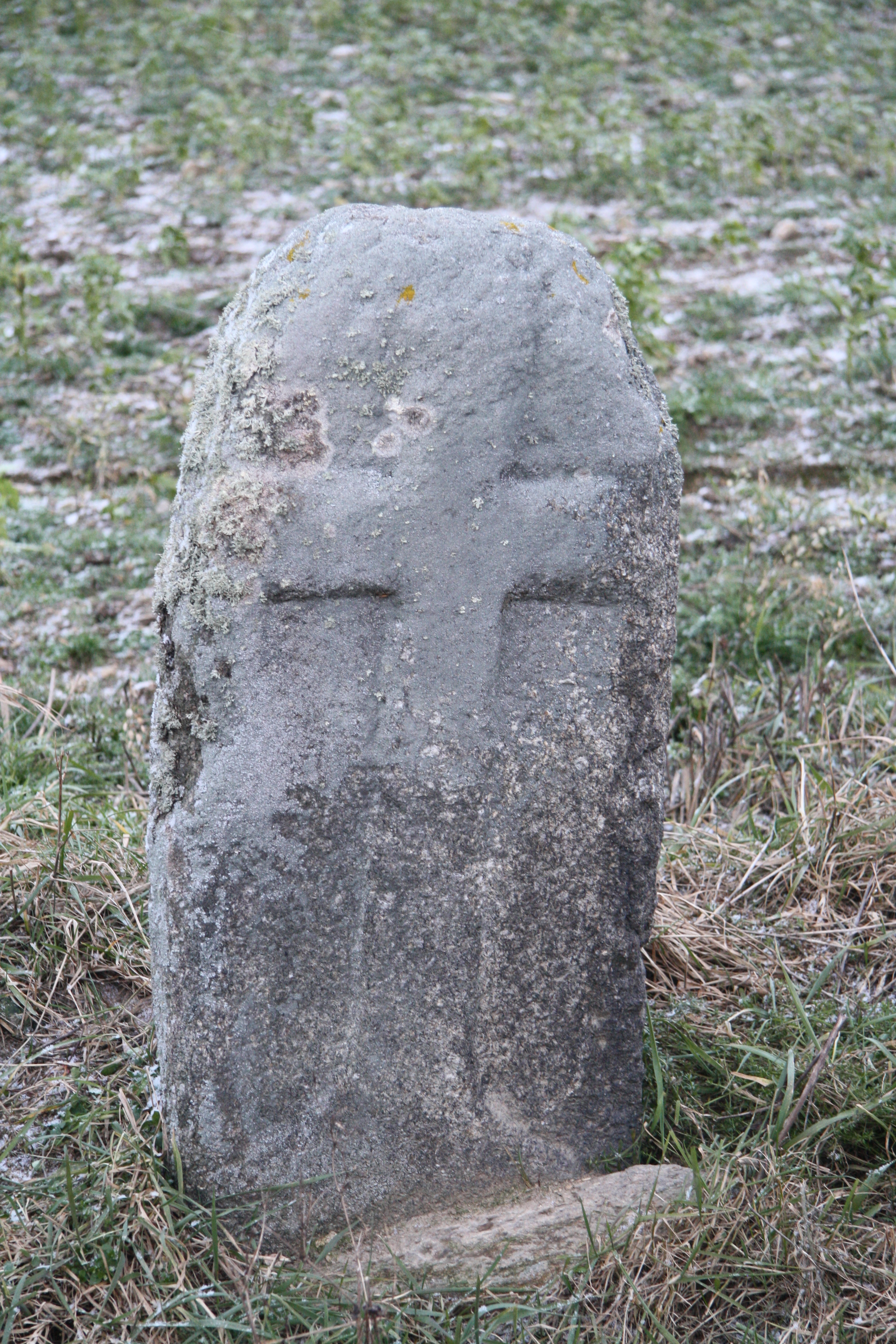
Pamětní kámen
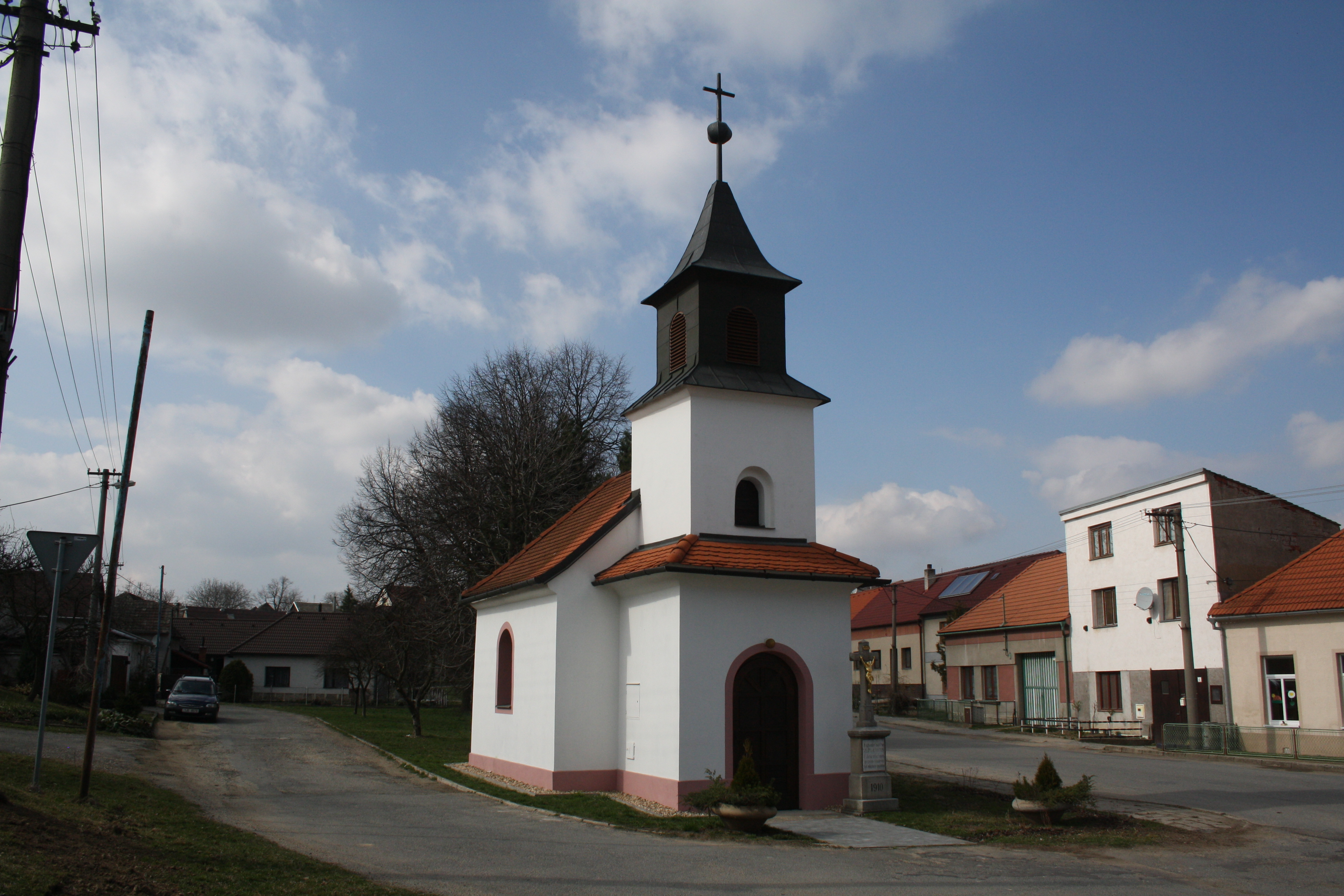
Kaple sv. Floriána
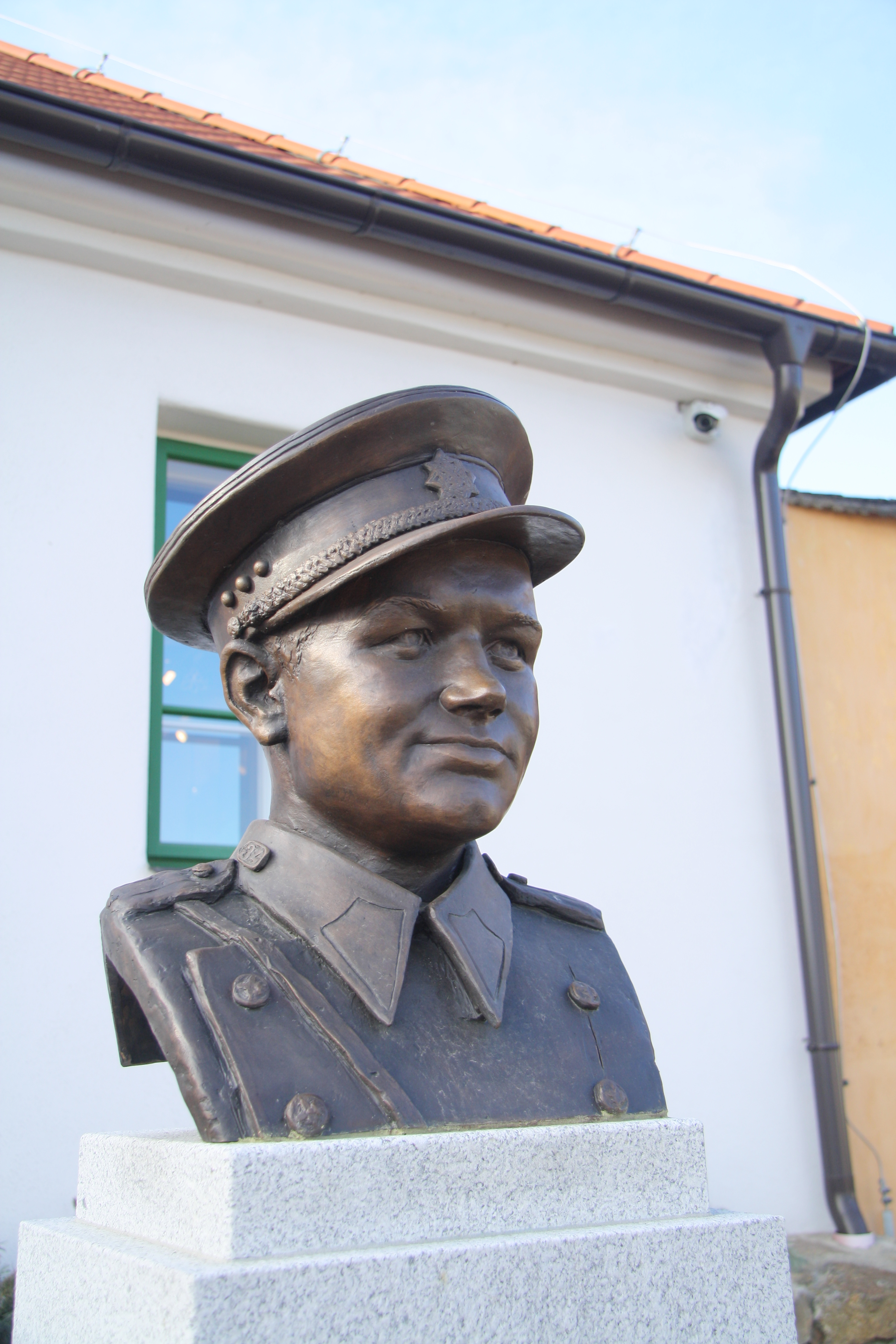
Socha Jana Kubiše
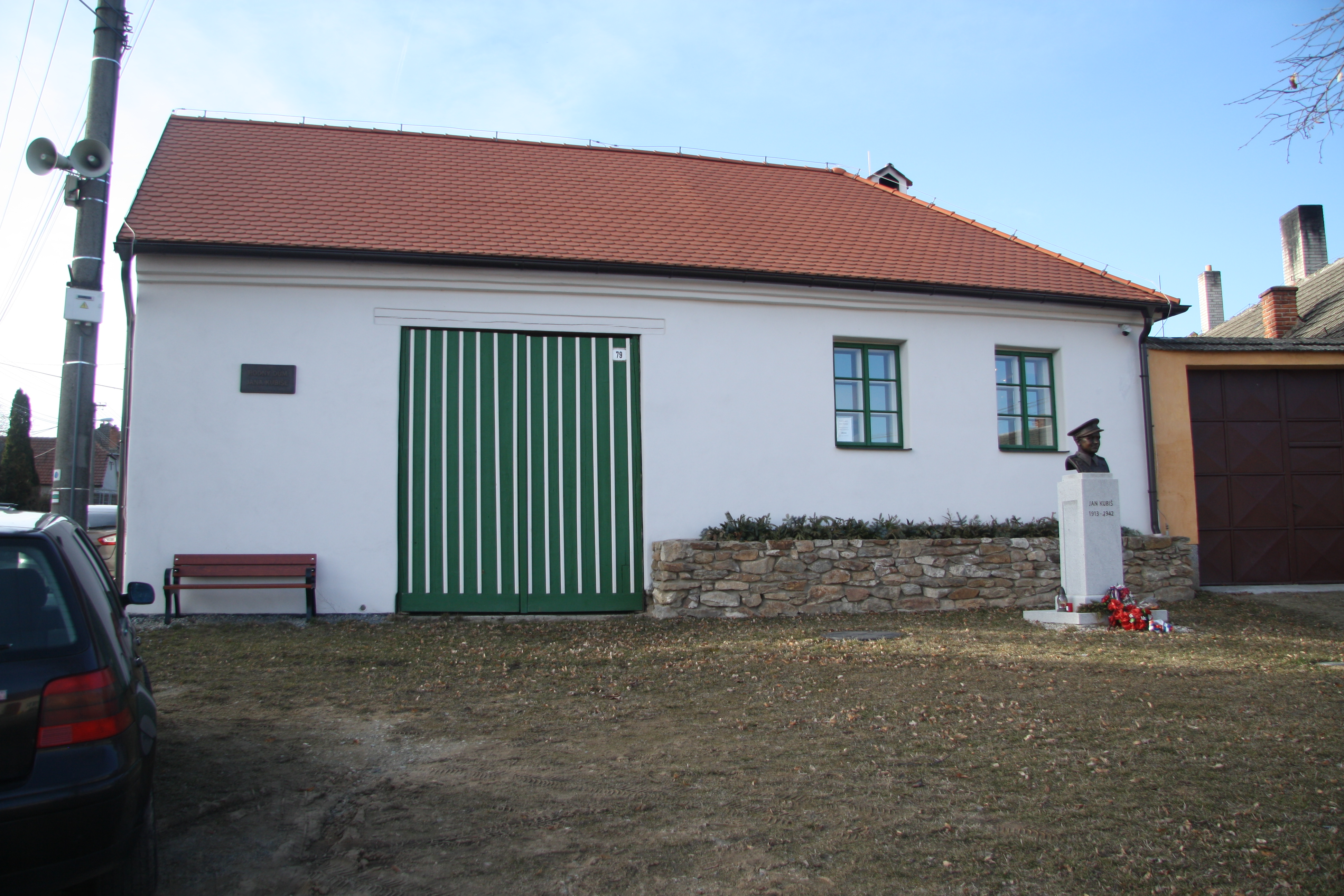
Pamětní síň Jana Kubiše